# James Bowen

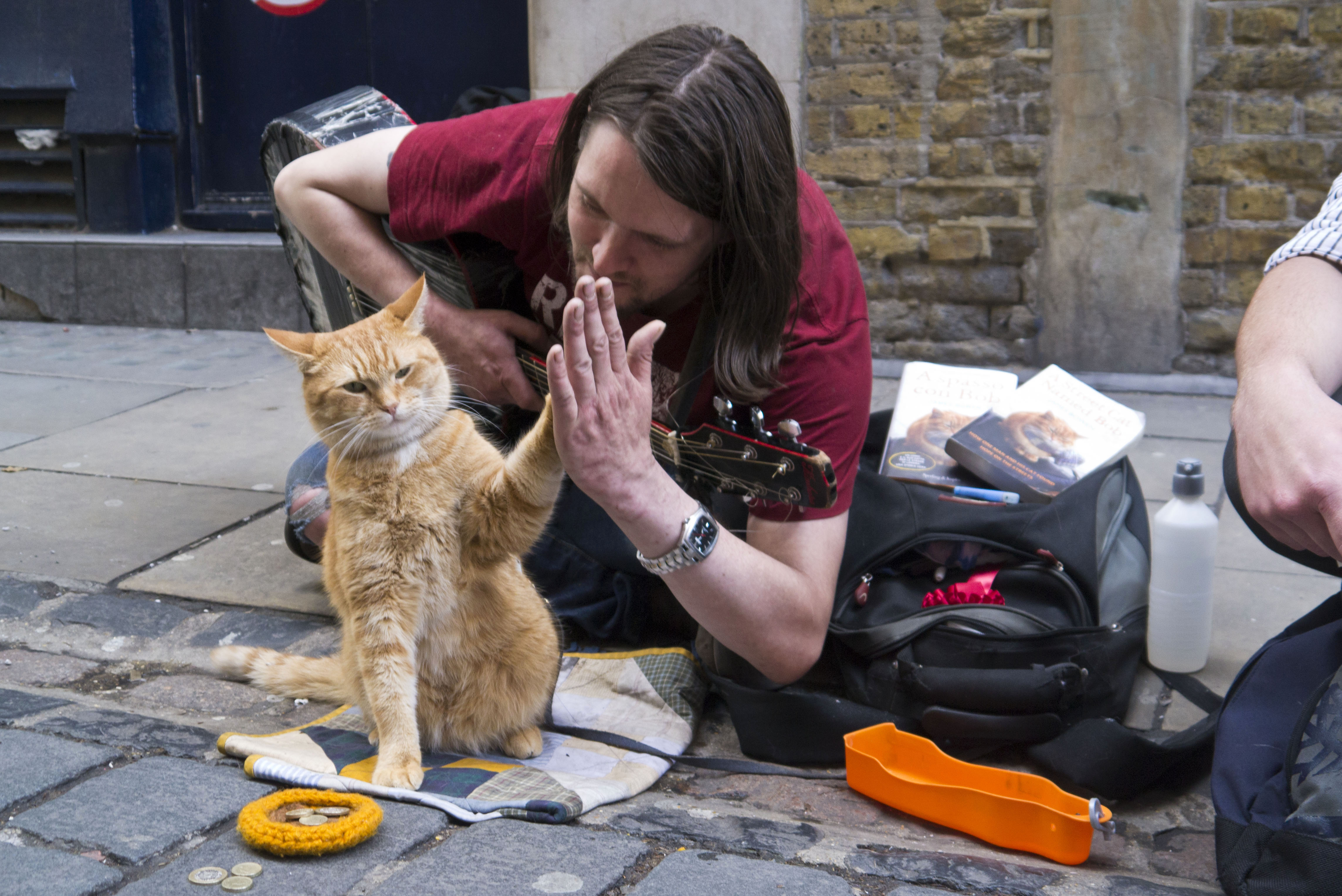

James Anthony Bowen (* 15. března 1979 Surrey) je britský spisovatel. Jeho memoáry A Street Cat Named Bob (Kocour Bob), The World According to Bob (Svět podle Boba) a A Gift from Bob se staly mezinárodními bestsellery. V knihách vypráví, jak se z života na ulici, doprovázeného kromě chudoby i drogovou závislostí, dostal k normálnímu životu, v čemž pro něj bylo klíčové nalezení pouličního kocoura, kterého pojmenoval Bob, a se kterým pak žil. Příběh Jamese Bowena a kocoura byl i zfilmován, roku 2016 vyšel film Kocour Bob.
Bowenovi jeho díla přinesla slávu a bohatství, které využil také k dobročinnosti - po své vlastní zkušenosti podporuje charity zaměřeřené na bezdomovectví, gramotnost či práva zvířat.